# Direcția Generală de Protecție și Anticorupție
Direcția Generală de Protecție și Anticorupție (DGPA) a fost un serviciu secret din România.

## Istoric
În 1991, ministrul de Justiție Mircea Ionescu Quintus din guvernul Theodor Stolojan a înființat prin ordin ministerial Serviciul Independent pentru Protecție și Anticorupție (SIPA), ca structură departamentală în subordinea Direcției Generale a Penitenciarelor, cu scopul de a urmări și controla infracțiunile cu implicații majore din penitenciare.
În 1997, sub mandatul ministrului Justitiei Valeriu Stoica, SIPA a trecut, tot printr-un ordin al ministrului, în subordinea directă a ministrului Justiției, care dorea ca acest serviciu secret să se ocupe și de protecția magistraților.
În 2004, din cauza scandalurilor din presă care arătau că la vârful SIPA au fost numiți foști lucrători ai securității, iar serviciul era suspectat că face poliție politică, SIPA s-a transformat în Direcția Generală de Protecție și Anticorupție (DGPA) și pentru prima dată această structură este obligată să prezinte rapoarte de activitate Parlamentului.
În 2006, la începutul anului, ministrul justiției Monica Macovei a desființat DGPA, pe motiv că a făcut abuzuri, iar ministerul nu are nevoie de un serviciu secret.
În iulie 2016, Ministerul Justiției a lansat în dezbatere publică un proiect de hotărâre pentru desigilarea Arhivei DGPA.
Propunerea s-a lovit de rezistență din partea Uniunii Naționale a Judecătorilor din România.

## Controverse
Despre SIPA s-a spus adesea că de fapt făcea dosare politice și supraveghea viața privată a magistraților, pentru a-i șantaja.
În anul 2007, Marius Oprea afirma că DGPA și-a depășit atribuțiile, adunând informații compromițătoare despre magistrați, ziariști și lideri ai societății civile.